# Physocypria posterotuberculata
Physocypria posterotuberculata är en kräftdjursart som beskrevs av N. C. Furtos 1935. Physocypria posterotuberculata ingår i släktet Physocypria och familjen Cyprididae. Inga underarter finns listade i Catalogue of Life.